# أحمد رضا (سياسي)
أحمد رضا هو صحفي وسياسي تركي، ولد في 1859 في إسطنبول في تركيا، وتوفي بنفس المكان في 26 فبراير 1930. نشط حزبياً في جمعية الاتحاد والترقي.

## وصلات خارجية
- أحمد رضا (سياسي) على موقع الموسوعة البريطانية (الإنجليزية)